# 대한민국의 수제 맥주

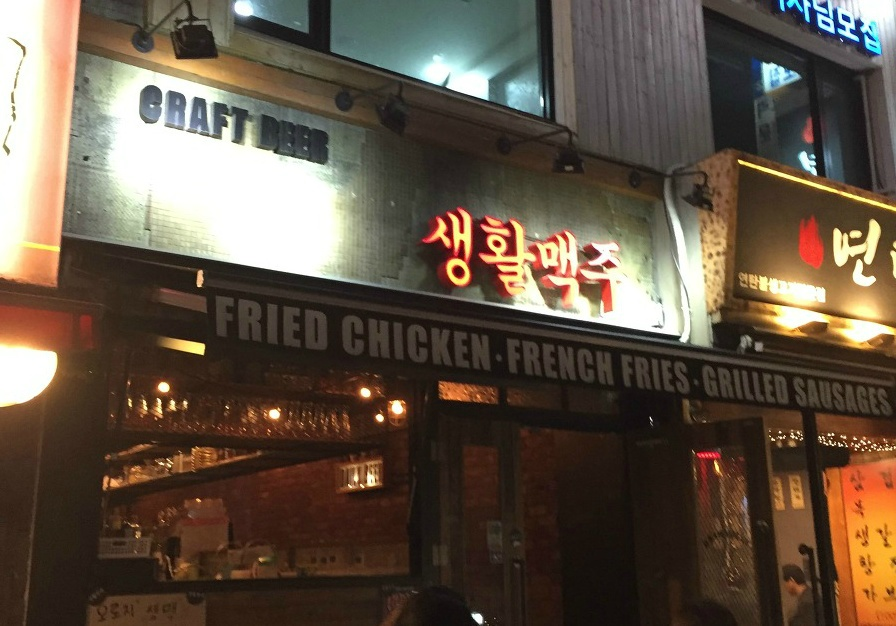
신논현의 생활맥주

대한민국에서는 주세법 개정 이후 소규모 맥주 제조 면허가 도입됐다. 한국에서는 2014년부터 규제가 풀리면서 수제 맥주가 늘어났다. 한국의 소규모 양조장은 국내 시장뿐만 아니라 해외 시장에서도 저변을 확대해 왔다. 소규모 양조장과 술집의 수요와 공급이 증가하고 있다.

## 역사
대한민국의 맥주는 밋밋하고 품질이 좋지 않다는 평판을 갖고 있다. 반면 북한의 맥주는 가볍지 않은 경향이 있어 아시아 맥주에 비해 상대적으로 좋은 것으로 평가된다. 영국의 경제 주간지 이코노미스트는 2012년 “양조는 북한이 남한을 이길 수 있는 유일한 유용한 활동”이라고 선언해 한국에서 소란을 일으켰다. 이 기사와 북한 소규모 양조장의 성공으로 인해 남한 맥주 업계는 2014년 주류법을 개정해 소규모 맥주 양조를 허용하는 등 개혁에 나섰다.

## 같이 보기
- 대한민국의 맥주
- 북한의 맥주